# 吕德斯堡
吕德斯堡是德国下萨克森州的一个市镇。总面积18.87平方公里，总人口627人，其中男性319人，女性308人（2011年12月31日），人口密度33人/平方公里。